# Eochanna chorlakkiensis
Eochanna chorlakkiensis là một loài cá quả tiền sử tuyệt chủng. Loài cá này sống vào thời gian Tầng Lutetia của trung Eocene (41-48 triệu năm trước) ở khu vực ngày nay là thành hệ Kuldana gần Chorlakki, Pakistan.